# FK Tomiris-Turan
Actualités
Le Zhensky Fýtbol Klýby Tomiris-Turan (en kazakh : Женский Фитбол Клыбы Томирис-Тұран), plus couramment abrégé en Tomiris-Turan, est un club kazakh féminin de football fondé en 2021 et basé dans la ville de Turkestan.

## Histoire
Lors de sa première saison en 2021, le Tomiris-Turan termine à la 2e place du championnat, derrière le BIIK Kazygurt. Cette deuxième place qualifie le club pour la Ligue des champions 2022-2023. Le Tomiris atteint également la finale de la coupe du Kazakhstan, où il est défait à nouveau par le BIIK Kazygurt (4-0).

## Palmarès
| Compétitions nationales                                       |
| ------------------------------------------------------------- |
| - Championnat du Kazakhstan féminin : - Vice-champion : 2021. |